# 第1連隊 (ロシア国内軍)
ロシア国内軍第1連隊（1-й полк）は、かつて存在した独立作戦任務師団の連隊の1つ。ソ連時代は、KGBの特別重要施設の警備、社会・政治行事時の公共秩序の維持に従事していた。
名誉称号「赤旗」を有する。

## 沿革
- 1918年2月：第一次世界大戦時に創設され、二月革命及び十月革命を支持した、連隊の前身である自転車支隊が全ロシア非常委員会に移管された。後に独立中隊、大隊となる。
- 1922年11月：統合国家政治局（OGPU）軍第1独立連隊となった。
- 1923年：特別任務支隊（後の師団）に編入。
- 1941年：独ソ戦開始後、モスクワ市の公共秩序の警備に就く。赤の広場での観閲式に参加し、直接クリュコヴォ及びヴォロコラムスクに投入された。その後、北カフカーズ、西ウクライナ、バルト海沿岸で活動。
- 1945年：ヤルタ会談及びポツダム会談参加者の警護。戦勝記念観閲式に参加。
- 1990年：アゼルバイジャンの憲法秩序回復に参加。
- 1995年：第1次チェチェン戦争に投入。
- 1997年：レウトヴォ-3駐屯地に移動。BMP大隊が編制に加わる。
- 1999年：BMP大隊が編制から外され、大隊兵員は他部隊に移管された。同年第6特殊任務支隊「ヴィチャージ」と統合され第1特殊任務連隊「ヴィチャージ」となった。
- 2002年：第1特殊任務支隊「ヴィチャージ」に改編された。
- 2008年9月1日："Vityaz" 支隊をベースに、"Rus" 支隊と合併し、独立作戦任務師団第604特殊任務センターが形成された。